# Fingerflosser
Die Fingerflosser (Cheilodactylidae) oder Morwongs sind eine Familie barschverwandter Fische aus der Unterordnung der Büschelbarschartigen (Cirrhitioidei). Sie leben in gemäßigten, südlichen Regionen des Indopazifik von Südaustralien, über Neuseeland, die Osterinsel bis zur Küste Südamerikas, und im nördlichen Pazifik zwischen Japan und Hawaii. Die Gattung Chirodactylus lebt in den Gewässern des südlichen Afrikas von Mosambik bis Namibia. Sie halten sich in Tiefen bis 250 Meter meist in der Nähe des Bodengrunds auf. Juvenile Exemplare leben aber auch in der Hochsee, in treibenden Sargassotangen oder in Gezeitentümpeln.

## Merkmale
Fingerflosser haben einen langgestreckten, hochrückigen Körper, der vorn höher ist und zum Schwanz hin gleichmäßig abfällt. Das Maul ist klein, mit dicken Lippen versehen und end- oder leicht unterständig. Es ist vorstreckbar. Die Zähne in Unter- und Oberkiefer sind klein, schlank und stehen in dichten Reihen. Der Gaumen ist zahnlos. Ihre Schuppen sind klein bis mittelgroß. Wie ihre Verwandten, die Büschelbarsche, können sie sich mit den Brustflossen, deren untere vier bis sieben Flossenstrahlen, sehr lang, verdickt und frei stehend sind, auf den Bodengrund aufstützen. Eine Schwimmblase kann bei ausgewachsenen Fischen erhalten oder zurückgebildet sein. Fingerflosser werden 20 Zentimeter bis 1,80 Meter lang.
Flossenformel: Dorsale XIV–XXII/19–39, Anale III/19–39.

## Systematik
- Cheilodactylus

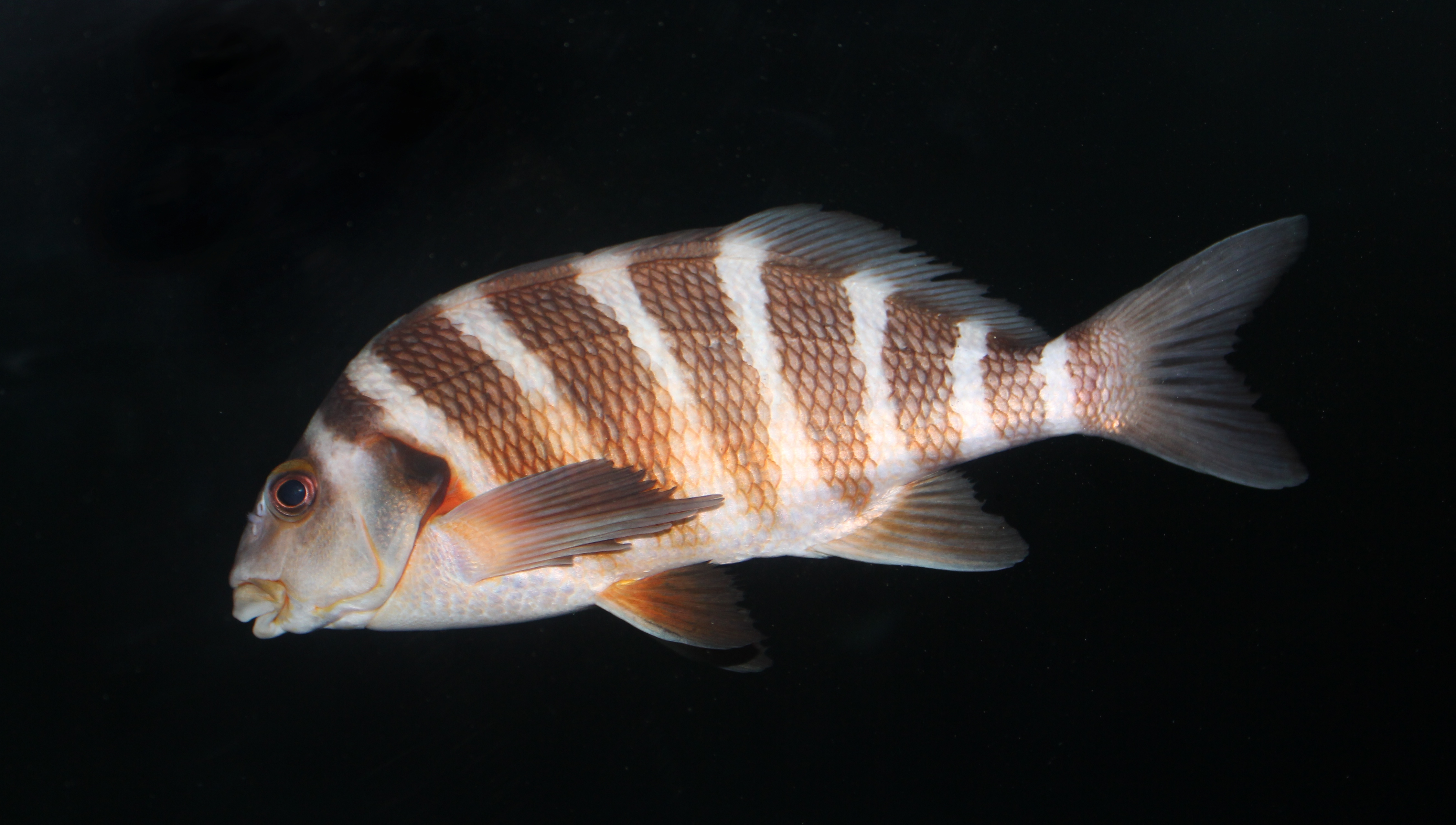
Cheilodactylus spectabilis

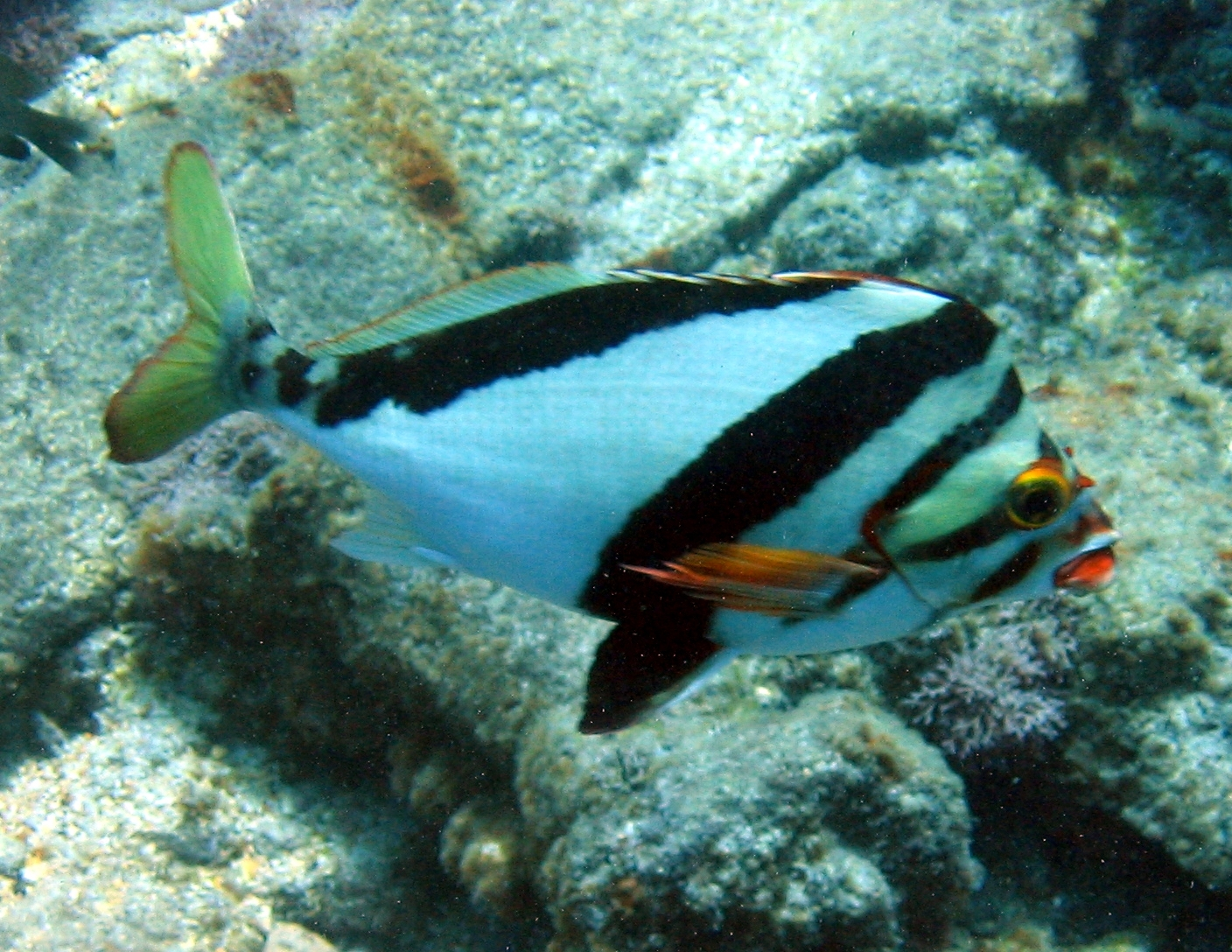
Cheilodactylus vittatus

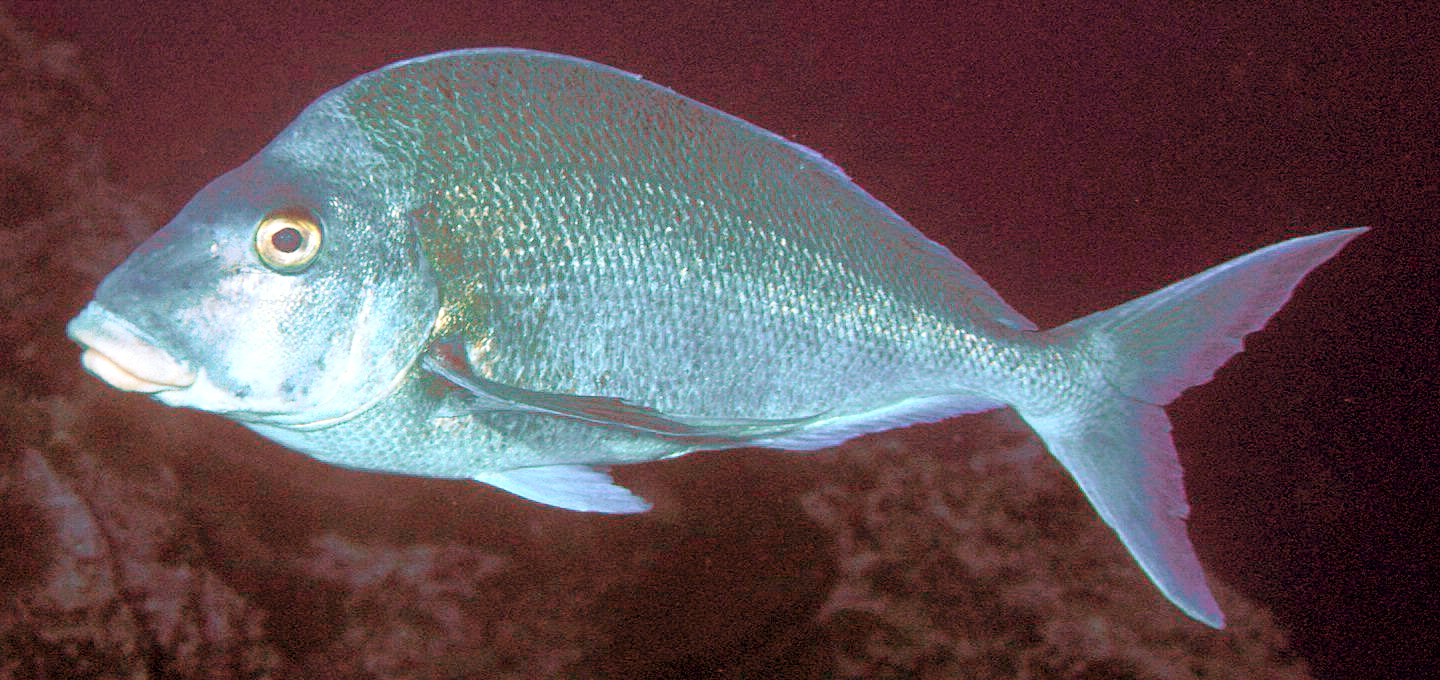
Nemadactylus douglasii

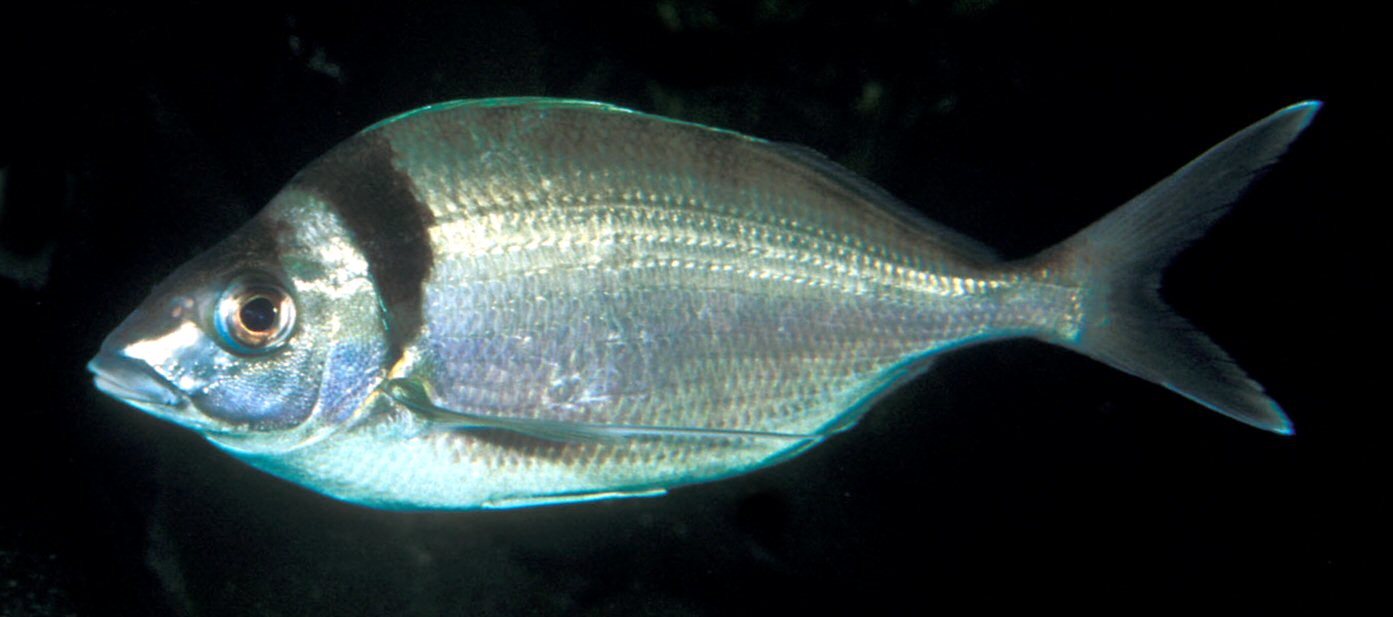
Tarakihi
(Nemadactylus macropterus)

  - Sattelfleck-Fingerflosser (Cheilodactylus ephippium) (McCulloch & Waite, 1916)
  - Cheilodactylus fasciatus Lacepède, 1803
  - Cheilodactylus francisi Burridge, 2004
  - Türkis-Fingerflosser (Cheilodactylus fuscus) (Castelnau, 1879)
  - Wimpel-Fingerflosser (Cheilodactylus gibbosus) (Richardson, 1841)
  - Schwarzflossen-Fingerflosser (Cheilodactylus nigripes) (Richardson, 1850)
  - Cheilodactylus pixi (Smith, 1980)
  - Osterinsel-Fingerflosser (Cheilodactylus plessisi) (Randall, 1983)
  - Cheilodactylus quadricornis (Günther, 1860)
  - Rotlippen-Fingerflosser (Cheilodactylus rubrolabiatus) (Allen & Heemstra, 1976)
  - Cheilodactylus spectabilis (Hutton, 1872)
  - Cheilodactylus variegatus (Valenciennes, 1833)
  - Schmuck-Fingerflosser (Cheilodactylus vestitus) (Castelnau, 1879)
  - Cheilodactylus vittatus (Garrett, 1864)
  - Zebra-Fingerflosser (Cheilodactylus zebra) (Döderlein, 1883)
  - Gürtel-Fingerflosser (Cheilodactylus zonatus) (Cuvier, 1830)
- Chirodactylus
  - Chirodactylus brachydactylus (Cuvier, 1830)
  - Chirodactylus grandis (Günther, 1860)
  - Chirodactylus jessicalenorum (Smith, 1980)
- Dactylophora
  - Dactylophora nigricans (Richardson, 1850)
- Nemadactylus
  - Nemadactylus bergi (Norman, 1937)
  - Nemadactylus douglasii (Hector, 1875)
  - Nemadactylus gayi (Kner, 1865)
  - Tarakihi (Nemadactylus macropterus (Forster, 1801))
  - Nemadactylus monodactylus (Carmichael, 1819)
  - Valenciennes Fingerflosser (Nemadactylus valenciennesi) (Whitley, 1937)
  - Nemadactylus vemae (Penrith, 1967)

Die Familie Cheilodactylidae besteht seit Januar 2018 nur noch aus den zwei südafrikanischen Arten Cheilodactylus fasciatus und Cheilodactylus pixi während die übrigen Arten zur Familie Latridae gehören.

## Belege
1. ↑  Kimura, K., Imamura, H. & Kawai, T. (2018): Comparative morphology and phylogenetic systematics of the families Cheilodactylidae and Latridae (Perciformes: Cirrhitoidea), and proposal of a new classification. Zootaxa, 4536 (1): 1-72. DOI: 10.11646/zootaxa.4536.1.1